# Entogonia cuprearia
Entogonia cuprearia  es una especie de polilla de la familia Geometridae, descrita por primera vez por el entomólogo francés Achille Guenée en 1858 con distribución en Brasil, Guayana Francesa y probablemente el este de Venezuela.
Es una especie de taxonomía dudosa, clasificada a Achlora cuprearia como sinonimia de E. cuprearia.